# Малі Ковалі
Малі Ковалі́ (рос. Малые Ковали) — присілок у складі Шабалінського району Кіровської області, Росія. Входить до складу Новотроїцького сільського поселення.
Населення становить 14 осіб (2010, 29 у 2002).
Національний склад станом на 2002 рік — росіяни 93 %.